# Little Sandhurst
Little Sandhurst – wieś w Anglii, w hrabstwie ceremonialnym Berkshire, w dystrykcie (unitary authority) Bracknell Forest. Leży 16 km na południowy wschód od centrum miasta Reading i 51 km na zachód od centrum Londynu.